# 오토메역
오토메역(일본어: 乙女駅)은 일본 나가노현 고모로시에 위치한 동일본 여객철도 고우미 선의 철도역이다. 단선 승강장 1면 1선의 구조를 갖춘 지상역이다.

## 이용 현황
- 2010년도 : 154명
- 2011년도 : 168명

## 역 주변
- 국도 제141호선

## 역사
- 1915년 8월 8일 : 사쿠 철도 고모로 - 고우미 간의 개통과 동시에 오토메 정류장으로서 개업. 여객 영업만.
- 1934년 9월 1일 : 사쿠 철도의 국유화에 의해 국철의 역이 됨.
- 1944년 11월 11일 : 휴업.
- 1952년 3월 1일 : 재개.
- 1987년 4월 1일 : 일본국유철도 분할 민영화에 의해, 동일본 여객철도가 승계.

## 인접 역
| 동일본 여객철도 ■ 고우미 선 | 동일본 여객철도 ■ 고우미 선 | 동일본 여객철도 ■ 고우미 선 |
| --------------------------- | --------------------------- | --------------------------- |
| 미스오카 고부치자와 방면    | 고우미 선                   | 히가시코모로 고모로 방면    |